# 30832 Urbaincreve
30832 Urbaincreve è un asteroide della fascia principale. Scoperto nel 1990, presenta un'orbita caratterizzata da un semiasse maggiore pari a 2,3324288 au e da un'eccentricità di 0,1254910, inclinata di 5,91192° rispetto all'eclittica.
L'asteroide è dedicato al medico belga Urbain Creve.